# Canton de Thann
Le canton de Thann est une ancienne division administrative française, située dans le département du Haut-Rhin, en région Grand Est.
Il disparaît à l'occasion des élections départementales de 2015. Les communes qui le composaient sont réparties entre le canton de Cernay (10 communes) et le canton de Masevaux (1 commune).

## Composition
Le canton de Thann regroupait 11 communes :
- Aspach-le-Haut : 1 123 habitants ;
- Bitschwiller-lès-Thann : 2 123 habitants ;
- Bourbach-le-Bas : 563 habitants ;
- Guewenheim  : 1 176 habitants ;
- Leimbach : 740 habitants ;
- Michelbach : 233 habitants ;
- Rammersmatt : 180 habitants ;
- Roderen : 863 habitants ;
- Thann (chef-lieu) : 8 033 habitants ;
- Vieux-Thann : 2 979 habitants ;
- Willer-sur-Thur : 1 875 habitants.

## Représentation

### Conseillers généraux de 1833 à 1871 et de 1919 à 2015
| Période | Période | Identité                    | Étiquette                                               | Qualité |
| ------- | ------- | --------------------------- | ------------------------------------------------------- | --- |
| 1833    | 1841    | Antoine Joseph Humberger    |                                                         | Propriétaire à Leimbach                                                                                                 |
| 1841    | 1842    | Isaac Koechlin              |                                                         | Manufacturier à Willer-sur-Thur (Maison Isaac Koechlin, filature et tissage de coton) Capitaine de mobiles du Haut-Rhin |
| 1842    | 1848    | Jacques Hartmann-Liebach    |                                                         | Fabricant, administrateur de l'hôpital de Thann Adjoint au Maire de Thann (1827-1829)                                   |
| 1848    | 1864    | Antoine Joseph Humberger    |                                                         | Propriétaire à Leimbach                                                                                                 |
| 1864    | 1870    | Isaac Koechlin-Schlumberger |                                                         | Ancien manufacturier, maire de Mulhouse                                                                                 |
|         |         |                             |                                                         | |
| 1919    | 1940    | Louis Bockel (1883-1957)    | Action populaire nationale d'Alsace Catholique national | Notaire à Thann |
|         |         |                             |                                                         | |
| 1945    | 1976    | Modeste Zussy               | MRP puis RPF puis RS puis UNR puis UDR                  | Comptable Sénateur (1959-1968) Maire de Thann (1945-1956)                                                               |
| 1976    | 1994    | Roland Ortlieb (1935-2009)  | CD puis DVD                                             | Conseiller municipal de Thann                                                                                           |
| 1994    | 2015    | Michel Habib                | PS                                                      | Gérant de société Premier adjoint au maire de Thann 2e Vice-Président de la Communauté de Communes du Pays de Thann     |

### Conseillers d'arrondissement (de 1833 à 1871 et de 1919 à 1940)
Le canton de Thann avait trois conseillers d'arrondissement à partir de 1919.
De 1833 à 1871, il appartenait à l'arrondissement de Belfort.
| Période                                  | Période      | Identité                                         | Étiquette                         | Qualité |
| ---------------------------------------- | ------------ | ------------------------------------------------ | --------------------------------- | --- |
| 1833                                     | 1836         | André Judlin                                     |                                   | Négociant à Thann                                                                                           |
| 1836                                     | 1848         | Philippe Joseph Gustave Bécourt père (1809-1875) |                                   | Médecin à Thann                                                                                             |
| 1848                                     |              | Thiébaut Muller-Koch                             |                                   | Maire de Thann (1843-1856)                                                                                  |
|                                          |              |                                                  |                                   | |
| 1919                                     | 1923 (décès) | Adolphe Krumholtz (1849-1923)                    |                                   | Tailleur, maire de Thann (1919-1923)                                                                        |
| 1919                                     | 1928         | Blaise Foltzer                                   |                                   | Maire de Leimbach (1908-1923)                                                                               |
| 1919                                     | 1934         | Edouard Ehlinger                                 | UPR                               | Propriétaire à Bitschwiller-lès-Thann                                                                       |
| 1928                                     | 1940         | Jean-Baptiste Weiss-Blocher                      | UPR puis APNA Catholique national | Maire de Thann                                                                                              |
| 1928                                     | 1940         | Théodore Weybrecht (1861-1951)                   | UPR                               | Propriétaire à Roderen                                                                                      |
| 1934                                     | 1940         | Georges Wucher (1904-1986)                       | UPR                               | Propriétaire à Willer-sur-Thur                                                                              |
| 1940                                     |              |                                                  |                                   | Les conseils d'arrondissement ont été suspendus par la loi du 12 octobre 1940 et n'ont jamais été réactivés |
| Les données manquantes sont à compléter. |              |                                                  |                                   | |

## Démographie
| 1962   | 1968   | 1975   | 1982   | 1990   | 1999   | 2006   | 2011   | 2012   |
| ------ | ------ | ------ | ------ | ------ | ------ | ------ | ------ | ------ |
| 17 998 | 18 691 | 19 003 | 18 353 | 19 085 | 19 888 | 20 347 | 20 456 | 20 403 |